# Łupawa (Potęgowo)
Łupawa (deutsch Lupow; kaschubisch Łëpawa) ist ein Dorf in der polnischen Woiwodschaft Pommern und ist der Landgemeinde Potęgowo (Pottangow) im Powiat Słupski (Stolper Kreis) angegliedert.

## Geographische Lage
Das Kirchdorf liegt in Hinterpommern, im Tal des Flusses Lupow, etwa 25 Kilometer ostsüdöstlich der Stadt Słupsk (Stolp). Das Dorf befindet sich fast vollständig auf der westlichen Seite des Flusses.

## Geschichte

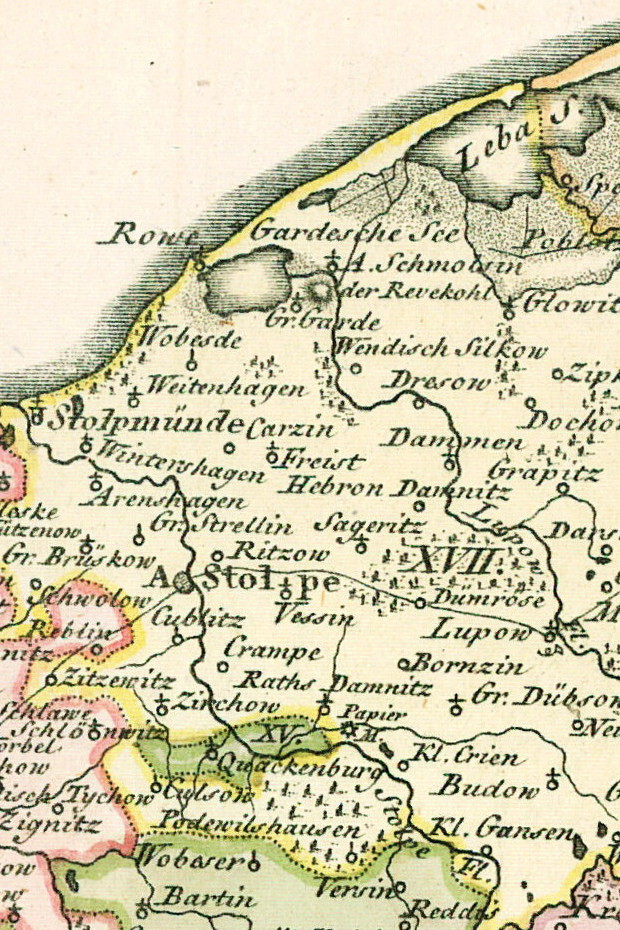
Lupow, östlich der Stadt Stolp (älterer Name: Stolpe), am Westufer des Flusses Lupow, auf einer Landkarte von 1794.

In Lupow wurde 1887 ein großer Schatzfund von wahrscheinlich über 10.000 Münzen und Münzfragmenten aus der Zeit um 1100 entdeckt, bei denen es sich überwiegend um slawische Nachprägungen westeuropäischer Münzen handelte. Es ist das größte bekannte Vorkommen solcher Stücke.
Der Siedlungsform nach war Lupow als kleines Gassendorf angelegt worden. Im Jahre 1282 befand es sich im Besitz des Klosters Kolbatz. Um 1300 nahmen es die Swenzonen in Besitz, danach fiel es an den deutschen Ritterorden, der seine Macht bis Bütow ausgedehnt hatte.
Lupow kam nun in den Besitz der Familien Tessen und Puttkamer. Ewald von Puttkamer auf Lossin und Lupow verkaufte den Besitz mitsamt Canitz an den herzoglichen Rat Joachim von Zitzwitz auf Jugelow, in dessen Familie er 180 Jahre blieb.
1590 lebten in Lupow 14 Bauern. Der Generalkommissar Joachim Ernst von Grumbkow erwarb 1683 das Dorf von Ernst Friedrich von Zitzewitz. 1689 erhielt der Ort sogar Stadtrechte. Auf den Ruinen der im Dreißigjährigen Krieg zerstörten Burg Canitz entstand ein Herrensitz. Philipp Otto von Grumbkow schuf die „Große Herrschaft Lupow“. Er war königlich-preußischer Staatsminister und Präsident aller pommerschen Kollegien.
Im Jahre 1784 werden für Lupow genannt: ein Vorwerk, eine Korn- und Schneidemühle, ein Prediger, ein Küster, sieben Bauern, vier Kossäten, ein Krug, eine Schmiede, ein Forsthaus, ein Posthaus, diverse Handwerker, außerdem das neu angelegte Vorwerk Philippshof mit vier Kossätenhöfen und zwei Holzwärterwohnungen – bei insgesamt 48 Haushaltungen.
Spätere Erbin von Lupow war Sophie von Podewils, die den nachmaligen Generalleutnant Friedrich Otto von Bonin heiratete. Ihr jüngerer Sohn, der spätere preußische Kriegsminister Eduard von Bonin, wuchs in Lupow auf. Sein älterer Bruder Friedrich Wilhelm Bogislav von Bonin erbte Lupow nach dem Tode des Vaters 1822.
1855 wurde Lupow Fideikommiss. Er bestand aus den Gütern Darsin, Groß Runow, Lupow, Malzkow, Pottangow, Vangerske (1938–1945 Wiesenberg), Varzmin A, Zechlin und der Holzkavel Camienna.
Im Jahre 1931 ging Lupow auf das Haus Bartin der Puttkamers über. Hans Jesko von Puttkamer erbte das Majorat auf dem Schloss Canitz von seinem Großonkel. Er war der letzte Herr auf Lupow.
1938 umfasste das Gut 1915 Hektar, darunter 1163 Hektar Waldfläche. Im Dorf lebten damals 740 Einwohner in 192 Haushaltungen und 77 Wohngebäuden. 1939 gab es außer dem Gut 36 landwirtschaftliche Betriebe in der Gemeinde.
Bis 1945 gehörte die Gemeinde Lupow zum Landkreis Stolp im Regierungsbezirk Köslin der Provinz Pommern des Deutschen Reichs. Die 2185 Hektar große Gemeindefläche beherbergte insgesamt drei Wohnorte:
- Forsthaus Lupow
- Holzwärterei
- Lupow

Lupow war der Hauptwohnort der Gemeinde Lupow.
Nachdem gegen Ende des Zweiten Weltkriegs der Räumungsbefehl erteilt worden war, floh am 8. März 1945 ein kleiner Teil der Dorfbewohner vor der herannahenden Roten Armee nach Gdingen (damals Gotenhafen genannt). Die meisten Dorfbewohner suchten vorübergehend Schutz in den umliegenden Wäldern und kehrten nach der Besetzung der Region durch die Rote Armee in den Ort zurück. Während der Einnahme des Orts sollen etwa 40 Personen ums Leben gekommen sein. Im Mai 1946 wurde Lupow seitens der sowjetischen Besatzungsmacht der Volksrepublik Polen zur Verwaltung überlassen. In der darauf folgenden Zeit wurde der größte Teil der Einwohner von der polnischen Administration vertrieben. Lupow wurde unter der polonisierten Ortsbezeichnung Łupawa verwaltet.
In der BRD wurden später 444 und in der DDR 95 aus Lupow vertriebene Bewohner ermittelt.
Für die Kinder der wenigen in Lupow und Umgebung verbliebenen deutschen Familien, deren Mitglieder nach Kriegsende Arbeitsdienste hatten verrichten müssen, gab es seit 1951/52 eine eigene sechsklassige Schule.
Das Dorf ist heute ein Teil der Gmina Potęgowo im Powiat Słupski der Woiwodschaft Pommern, bis 1998 Woiwodschaft Słupsk.
Das Schloss Canitz, ein Barockschloss, wurde in den 1980er Jahren abgerissen.

### Anzahl Einwohner bis 1945
- 1925: 648, davon 639 Evangelische, sechs Katholiken und drei Juden[4]
- 1933: 691[6]
- 1939: 738[6]

### Amtsbezirk Lupow
Vor 1945 bildete Lupow einen eigenen Amtsbezirk im Landkreis Stolp im Regierungsbezirk Köslin der preußischen Provinz Pommern. Außerdem war der Ort Sitz eines Standesamts- und eines Gendarmeriebezirks. Amtsgerichtlich war das Dorf nach Stolp orientiert.

## Schule
Lupow hatte 1932 eine dreistufige Volksschule mit drei Klassen und zwei Lehrern, die 115 Schulkinder unterrichteten. Für die Kinder der nach dem Krieg zurückgebliebenen deutschen Familien gab es ab 1951/52 eine zentrale sechsklassige deutsche Schule.

## Kirche

### Dorfkirche

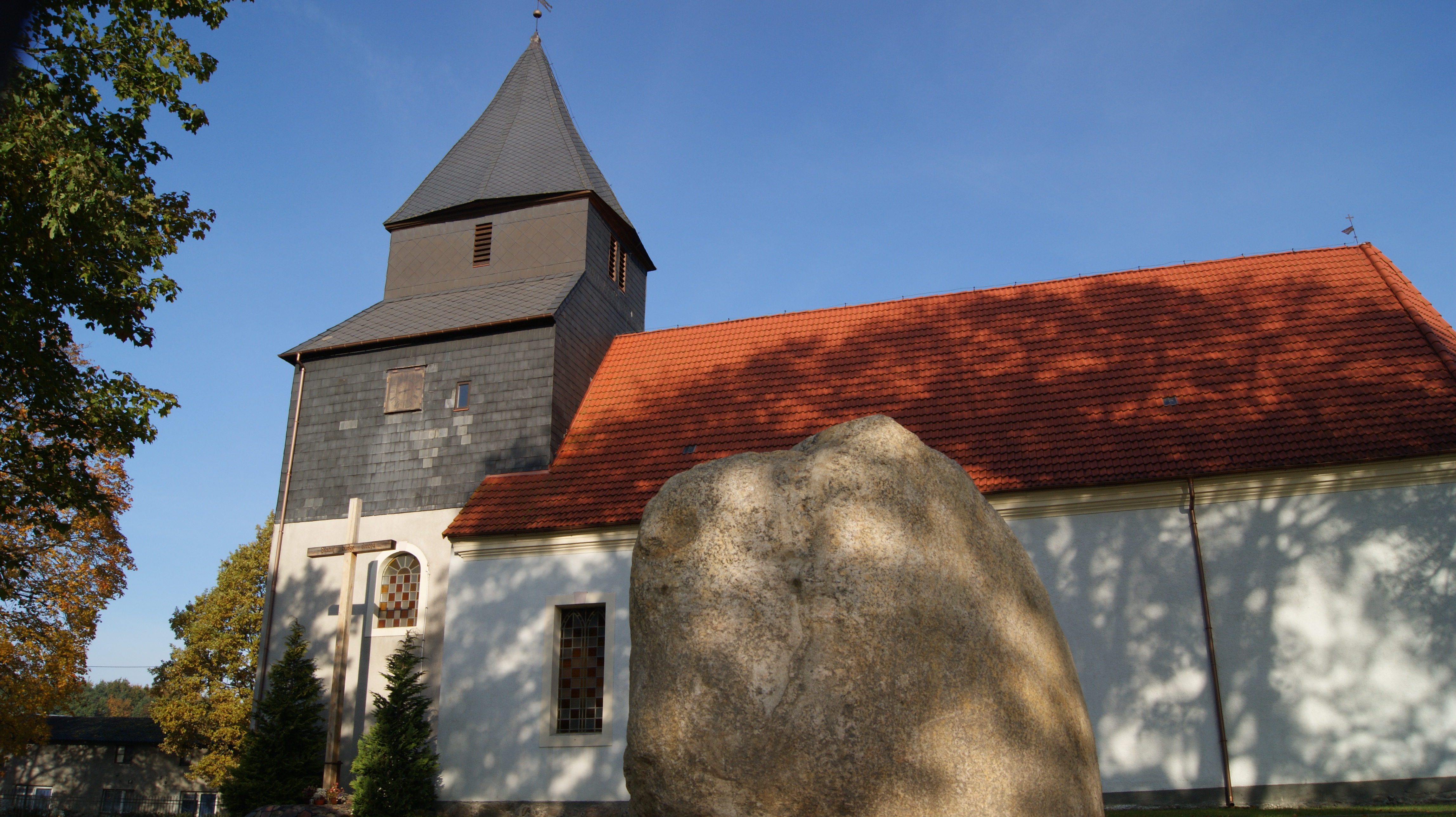
Dorfkirche (2011), bis 1945 Gotteshaus der evangelische Gemeinde Lupow

Die Backsteinkirche in ihrer ersten Gestalt stammt wahrscheinlich aus der zweiten Hälfte des 13. Jahrhunderts und gehört mit der Kirche in Stolp und in Groß Garde zu den drei ältesten Kirchen Ostpommerns. In einer Urkunde wird sie 1494 als ecclesia parrochialis (Pfarrkirche) erwähnt und als Patron Laurentius Puttkamer in Lossin genannt.
Das Gotteshaus ist rechteckig. Der mächtige quadratische Turm hat über einem Zeltdach einen Aufsatz mit niedrigem Helm. Er stammt mit seinem massiven Teil noch aus der Zeit der Gründung der Kirche. Während des Dreißigjährigen Krieges fiel die Kirche einem Brand zum Opfer. Es ist nicht sicher, ob sie 1772 neu erbaut oder ob nur ein Umbau vorgenommen wurde. Die Gestalt der Kirche jedenfalls ist erhalten geblieben.
Früher was das Kirchendach mit Holzschindeln gedeckt, die 1873 durch Schieferplatten ersetzt wurden. Das Kirchenschiff ist innen mit einer flachen Holzdecke versehen. Altar und Kanzel sind verbunden. Die Kanzel, in Barockform gehalten, wird von zwei Säulen flankiert und ist mit Figurenschmuck versehen. Die Entstehungszeit des Altars liegt bei 1680. Seine Flügel zeigen die Apostel Johannes, Markus, Lukas und Petrus.
Seit der Reformation war die Kirche evangelisches Gotteshaus. Nach 1945 wurde sie zugunsten der polnischen katholischen Kirche enteignet.

### Parochie bis 1945
Bis 1945 war die Einwohnerschaft von Lupow nahezu ausnahmslos evangelischer Konfession. Lupow war Pfarrsitz des Kirchspiels Lupow, zu dem 12 Orte gehörten: Alt Jugelow, Darsin, Grumbkow, Lupow, Malzkow, Neu Jugelow, Poganitz, Rambow, Schöneichen, Sochow, Velsow und Wendisch Karstnitz (1938–45 Ramnitz).
Das Kirchspiel Lupow lag im Kirchenkreis Stolp-Altstadt om Ostsprengel der Kirchenprovinz Pommern der Kirche der Altpreußischen Union. Das Kirchenpatronat hatte zuletzt Rittergutsbesitzer von Puttkamer inne. Im Jahre 1940 zählte das Kirchspiel 4184 Gemeindeglieder, von denen 129 zur teilselbständigen Kapellengemeinde Sochow (Żochowo) gehörten. Der Bestand an Kirchenbüchern reichte bis 1743 zurück.

### Polnische Parochie seit 1945
Die seit 1945 und nach Vertreibung der einheimischen Dorfbewohner anwesende polnische Bevölkerung ist fast ausnahmslos katholisch. Das Dorf war zunächst dem Bistum Köslin-Kolberg im Erzbistum Stettin-Cammin der Katholischen Kirche in Polen zugeordnet worden. Seit 1992 ist die Parochie in das neu errichtete Bistum Pelplin integriert, das zum Erzbistum Danzig zählt.
In die Pfarrei sind 19 Orte eingegliedert: Darżynko (Neu Darsin), Darżyno (Darsin), Dąbrówno (Schöneichen), Gogolewko (Neu Jugelow), Gogolewo (Alt Jugelow), Grąbkowo (Grumbkow) mit Kolonien, Karznica (Wendisch Karstnitz, 1938–1945 Ramnitz), Malczkówko (Neu Malzkow), Malczkowo (Malzkow), Nowa Dąbrowa (Neu Damerow), Poganice (Poganitz), Rębowo (Rambow), Soszyce (Augustfelde), Święchowo (Friedrichsfelde), Wieliszewo (Velsow) und Żochowo (Sochow).
Die wenigen evangelischen Polen gehören zur Parochie Stolp innerhalb der Diözese Pommern-Großpolen der Evangelisch-Augsburgischen Kirche in Polen.

### Dekanat Łupawa
Im Jahre 1992 wurde innerhalb der Katholischen Kirche in Polen ein neues Bistum errichtet, das Bistum Pelplin. Insgesamt 30 Dekanate wurden eingegliedert, die aus den umliegenden Bistümern wie Köslin-Kolberg, Danzig, Bydgoszcz u. a. ausgegliedert oder aber neu gebildet wurden, darunter auch das Dekanat Łupawa, zu dem zehn Parochialorte gehören: Budowo (Budow), Cewice (Zewitz), Czarna Dąbrówka (Schwarz Damerkow), Dębnica Kaszubska (Rathsdamnitz), Dobieszewo (Groß Dübsow), Łupawa (Lupow), Mikorowo (Mickro), Nożyno (Groß Nossin), Rokity (Groß Rakitt), Siemirowice (Schimmerwitz). Aus diesen Ortschaften waren die einheimischen Dorfbewohner
von der polnischen Administration nach dem Zweiten Weltkrieg ebenfalls vertrieben worden.

## Verkehr
Mitten durch den Ort führt die Woiwodschaftsstraße 211, die von Nowa Dąbrowa (Neu Damerkow) an der polnischen Landesstraße 6 (DK 6, ehemalige deutsche Reichsstraße 2, heute auch Europastraße 28) kommend über Czarna Dąbrówka (Schwarz Damerkow) und Sierakowice (Sierakowitz) bis nach Kartuzy (Karthaus) und weiter nach Żukowo (Zuckau) an den Landesstraßen DK 7 und DK 20 verläuft.

## Söhne und Töchter des Ortes
- Otto von Bonin (1795–1862), preußischer Generalleutnant und Kommandeur der 3. Kavalleriebrigade
- Hans-Joachim Driehaus (* 1940), deutscher Jurist, ehemaliger Vorsitzender Richter am Bundesverwaltungsgericht